# 卡拉宝能量饮料
卡拉宝能量饮料（直译为“水牛”）是一款原产于泰国的功能饮料。根据2014年的统计，卡拉宝是泰国第二受欢迎的能量饮料，占据了该国约21％的市场份额。

## 概况
卡拉宝创始于2002年，其名称源自1981年成立的同名泰国摇滚乐队，由该乐队主唱Aed Carabao（本名Yuenyong Opakul）与泰国富商Sathien Setthasit联合创办。2004年，卡拉宝进入欧美市场，其后卡拉宝饮料于2007年开始销往中国和印度。2012年9月，卡拉宝中国公司组建，卡拉宝产品正式登陆中国市场。据卡拉宝创始人兼首席执行官Sathien Setthasit称，该公司2017年的收入达到130亿泰铢。
目前卡拉宝在泰国拥有三家工厂，年产能达到15亿罐（瓶）。该公司还计划兴建第四家工厂以扩大产能。其旗下产品除了“卡拉宝红色”（Carabao Dang，即通常意义上的“卡拉宝能量饮料”）外，还包括矿物质饮料、饮用纯净水及速溶咖啡等。

## 体育赞助
与红牛的经营策略类似，为了提升知名度并且塑造其运动形象，卡拉宝也热衷于对体育运动的赞助。2015年6月，卡拉宝成为英冠球队雷丁的主赞助商，2016年又成为英超俱乐部切尔西的赞助商。其后卡拉宝更获得了2017年至今的英格兰足球联赛杯的冠名权，在此期间联赛杯又称“卡拉宝杯”。

## 卡拉宝与华人社会
如上所述，卡拉宝2012年以“卡拉宝维生素果味饮料”为名正式进入中国市场。目前卡拉宝在中国大陆并未设厂，中国大陆销售的卡拉宝均为从泰国进口。然而面对长期占据中国市场头名位置且同样源自泰国的红牛，再加上乐虎、魔爪等本土及国外品牌的冲击，卡拉宝的销量一直不尽如人意。为此卡拉宝中国曾在三个月内连换两任总经理，但卡拉宝在中国的销量仍未如预期。